# Pont Ambroix
Pont Ambroix – most we Francji zbudowany przez Rzymian w I wieku p.n.e. Most był częścią drogi Via Domitia, pierwszej drogi wybudowanej na terenie Galii. Pont Ambroix rozciągał się nad rzeką Vidourle w okolicach współczesnego miasta Gallargues-le-Montueux w departamencie Gard.
Do czasów współczesnych przetrwał zaledwie jeden z pięciu łuków będących głównym filarem Pont Ambroix.